# In amore c'è posto per tutti
In amore c'è posto per tutti (Après vous...) è un film del 2003 diretto da Pierre Salvadori.

## Trama
Antoine lavora in un ristorante di Parigi. Una sera, mentre è di rientro a casa, trova Louis, che sta per suicidarsi. Antoine glielo impedisce ma di questo non si sente né riconoscente, né contento, tanto che, pur sapendo di essere entrato in qualche modo nella vita di Louis, comincia addirittura a sentirsi in colpa e vuole riparare a quanto accaduto. Alla fine tra i due si sviluppa un'amicizia e Antoine scopre il motivo per cui Louis stava compiendo il folle gesto: vuole sfuggire a Blanche, donna di cui è ossessionato. Antoine decide quindi di andare a parlare con lei senza tuttavia avvisare Louis di ciò, ma a questo punto deve fare i conti con la triste realtà.

## Premi e candidature
- Étoiles d'Or 2004 - miglior attore a Daniel Auteuil
- Candidatura ai Premi César 2004 - miglior attore a Daniel Auteuil